# Robert Fonta
Pour les articles homonymes, voir Robert Fontaine (homonymie) et Fontaine.
Robert Fonta, né Robert Fontaine le 29 octobre 1922 à Lorient et mort le 14 avril 1976 à Saint-Cloud, est un artiste peintre, dessinateur et graveur français.

## Biographie
Né d'une très jeune mère désargentée et d'un père inconnu légionnaire, le nom de Fontaine lui est donné par un père adoptif, militaire de carrière , très violent. 
Pris dans une rafle à Paris en 1943 où il vit alors sans domicile et sans papiers, il est envoyé au STO  en Allemagne, puis, à la suite d'une tentative d'évasion manquée, en camp de répression d'où il reviendra en 1945 très affaibli.

Habitué du Café de l'académie, situé face aux Beaux-Arts, il y fréquente de nombreux artistes. Sur les conseils d'un professeur des Beaux-Arts, il tente de poursuivre son apprentissage dans un atelier. 

« Quand le professeur, le vendredi suivant vit ma toile et l'usage que j'avais fait de ses conseils, il me fit sage et ultime recommandation d'aller balayer la rue ; et surtout, d'éviter à l'avenir de salir des pinceaux.... »

En ces années. il rencontre Bernard Buffet avec qui il partage une vie de bohème.
Au début des années 1950, Fonta côtoie les artistes de Saint-Germain des Près, dont Jacques Prévert, auteur du célèbre poème  hommage aux enfants du bagne de Belle-Île-en-mer "La chasse à l'enfant" mis en musique par Joseph Kosma.
En 1953, il fait la connaissance au café "Chez Moineaux" rue du Four de Guy Debord qui restera marqué par les récits sur son adolescence en maison de correction dans la  très dure colonie pénitentiaire de Belle-Île-en-Mer et lui rendra hommage deux ans après sa disparition en 1976 en faisant figurer son portrait photographique dans son film "In girum imus nocte et consumimur igni", tourné en 1978 et sorti en mai 1981, au côté d'autres compagnons de cette époque habitués de ce lieu, Ivan Chtcheglov, Gil J Wolman, Ghislain de Marbaix et Éliane Pápaï.

## Œuvres
Robert Fonta est présent dans les collections de plusieurs musées français dont le Musée national d'art moderne et le musée des beaux-arts de Nantes Ses œuvres achetées par l'État ont été confiées à des ambassades.
L’œuvre de Robert Fonta est marquée par une enfance difficile, des années  de jeunesse au bagne de Belle-Île en mer, sa captivité en Allemagne pendant la Seconde Guerre mondiale, « son goût du cirque pour y avoir travaillé » disait-il, et ses amitiés dans le monde artistique et littéraire contemporain de ce Paris de l'après guerre, dont Antoine Blondin, Bernard Buffet ou André Dunoyer de Segonzac son mentor...
L’œuvre gravé de Robert Fonta est aussi bien représenté au cabinet des estampes de la Bibliothèque nationale de France, avec ses sujets de prédilection comme l'enfance difficile, principalement à l'eau-forte,, les clowns,, ou la prison.
En 1950, il exécute des gravures pour illustrer la Ballade de la geôle de Reading, d'Oscar Wilde.

## Expositions
- 1951 : Éditions Éliane Norberg, signature et exposition des gravures de la Ballade la Geôle de Reading ,
- 1952 : Éditions Éliane Norberg, signature avec Hervé Bazin et exposition des gravures de La Tête contre les murs
- 1955 : Galerie Alex Cazelle
- 1956 : Librairie Marcel Lecomte
- 1957 : Galerie Sagot-Le-Garrec, Paris, (18 au 24 décembre)
- 1958 : Galerie Estève,  avec Jean Carton (peintre et sculpteur)
- 1959 : Chez « Documents »
- 1960 : Galerie 93, Paris , (8 au 23 janvier)
- 1960 : Galerie Gaveau : Triomphe du figuratif, Paris, (3 mai au 30 juin)
- 1961 : Galerie 93,  Gouaches d'Espagne
- 1964 : Maison de L’Amérique Latine
- 1969 - 1971 : Galerie Ida, Tokyo
- 1970 : Galerie Findley, Chicago
- 1972 : Galerie Findley, Chicago, USA
- 1974 : Galerie Marina, La Rochelle, (15 au 29 juin)
- 1975 : L’Art- Club, Toulouse, (11 avril au 4 mai)

## Documentaire
En 2009, la chaîne Histoire a diffusé une biographie de Robert Fonta, intitulée Bagnard-peintre, réalisée par Inès Léraud, journaliste à France Culture dans le cadre d'une série Nos histoires comprenant dix épisodes.